# Exercices militaires chinois de 2022 autour de Taïwan
Les exercices militaires chinois de 2022 autour de Taïwan sont une série d'exercices militaires de la république populaire de Chine (RPC) qui encerclait Taïwan, officiellement la république de Chine (ROC). Ils ont initialement duré du 4 au 7 août 2022 et impliquaient des exercices de tir réel, des sorties aériennes, des déploiements navals et des lancements de missiles balistiques par l'Armée populaire de libération (APL). Les exercices ont commencé en réponse à la visite de la présidente de la Chambre des représentants Nancy Pelosi à Taïwan,,.
Les exercices, qui ont suscité des critiques de la part des pays du G7, étaient une démonstration de force destinée à dissuader ce que la RPC perçoit comme une implication américaine dans les soi-disant « affaires intérieures chinoises » et à démontrer la puissance militaire chinoise dans la région pour un public international et national,. Les exercices de tir réel étaient sans précédent dans l'histoire récente et ont eu lieu dans six zones qui entouraient les voies navigables et aériennes internationales les plus fréquentées de l'île,. Le 8 août, l'armée chinoise a annoncé de nouveaux exercices militaires autour de Taiwan. La Chine a annoncé la fin des exercices le 10 août, mais a également déclaré que des « patrouilles » régulières seraient lancées dans le détroit de Taïwan,.

## Contexte

### Incursions dans l'ADIZ de Taïwan
Depuis 2020, le ministère de la Défense nationale de Taïwan a publié des rapports de routine sur les incursions de sa zone d'identification de défense aérienne (ADIZ) par les forces chinoises, qui sont considérées par les analystes comme faisant partie d'une stratégie de découpage /essaimage de salami et d'une démonstration de force dans la région,,. Les avions de l'APL sont entrés pendant près de 250 jours au cours des 12 mois entre septembre 2020 et 2021, et les célébrations de la fête nationale de la RPC en 2021 ont vu un nombre record de 148 avions à l'intérieur de l'ADIZ de Taïwan en quatre jours,. La plupart de ces incursions, dont certaines comprenaient des bombardiers à capacité nucléaire, a eu lieu dans la partie sud-ouest de l'ADIZ à la suite d'événements majeurs liés à l'espace international taïwanais. Dans un rapport biennal publié en novembre 2021, le ministère de la Défense de la république de Chine a averti que la RPC avait obtenu la capacité d'encercler et de bloquer les ports, les aéroports et les itinéraires de vol sortants de l'île.

### Escalade des tensions
Le 9 janvier 2021, le département d'État américain dirigé par Mike Pompeo a annoncé qu'il levait les restrictions auto-imposées sur les relations américano-taïwanaises, suscitant les protestations de la RPC.
Le 10 juin 2022, le ministre de la Défense de la RPC, Wei Fenghe, a averti que « si quelqu'un ose séparer Taïwan de la Chine, l'armée chinoise n'hésitera certainement pas à déclencher une guerre », ajoutant qu'elle « n'aurait d'autre choix que de se battre [...] et écraser toute tentative d'indépendance de Taïwan [pour sauvegarder] la souveraineté nationale et l'intégrité territoriale ». Le secrétaire américain à la Défense, Lloyd Austin, a répondu en condamnant l'activité militaire « provocatrice et déstabilisatrice » de la Chine près de Taïwan,.
La semaine précédant la visite de Nancy Pelosi, le gouvernement de la RPC a averti les États-Unis de respecter le principe d'une seule Chine, que certains politiciens américains « jouaient avec le feu », et que « ceux qui jouent avec le feu périront »,.

## Exercices militaires

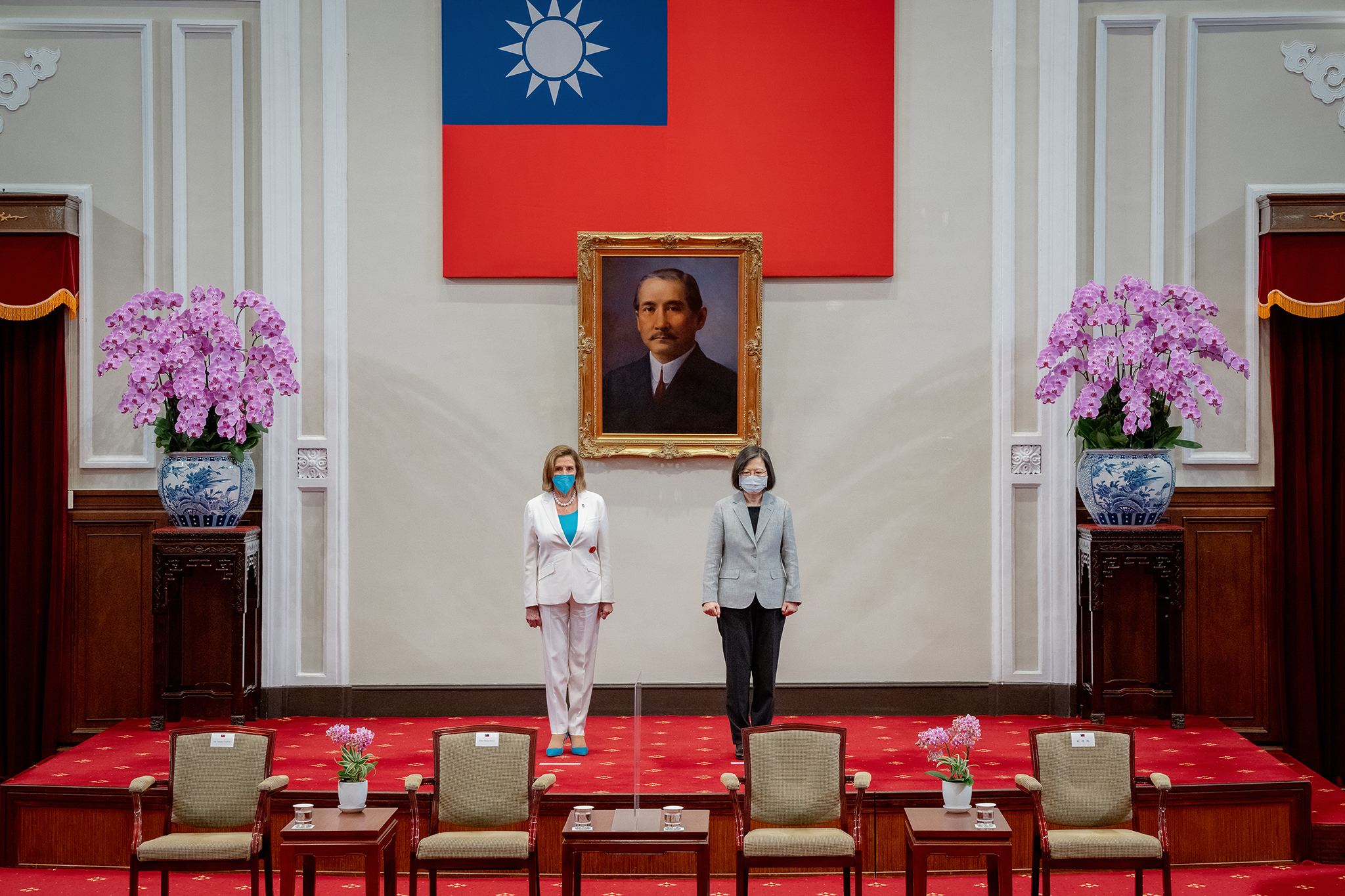
La présidente de la ROC, Tsai Ing-wen, accueille la présidente américaine Nancy Pelosi et son entourage.

Le 2 août, en réponse à la visite de Pelosi, la république populaire de Chine a annoncé quatre jours d'exercices militaires à tir réel sans précédent, dans six zones qui encerclent l'île sur les voies navigables et aériennes internationales les plus fréquentées. En réponse à l'annonce, les responsables de la ROC se sont plaints que les exercices de tir réel de l'APL étaient une invasion de l'espace territorial de Taiwan et un défi direct à la libre navigation aérienne et maritime. Le 4 août, les troupes taiwanaises ont tiré des fusées éclairantes pour chasser les drones qui ont survolé les îles Kinmen. Dans une démonstration de force, la RPC a déployé à la fois un groupe de porte-avions, ainsi qu'au moins un sous-marin nucléaire dans le détroit de Taiwan, le groupe de porte-avions ainsi que le sous-marin nucléaire participant aux exercices de tir réel. La RPC a annoncé des exercices de tir réel supplémentaires dans la mer Jaune et la mer de Bohai, et l'administration chinoise de la sécurité maritime a annoncé cinq zones restreintes dans la mer Jaune où des exercices devaient avoir lieu du 5 au 15 août, ainsi que quatre zones supplémentaires dans la mer de Bohai où un mois d'opérations militaires de la RPC devait se dérouler à partir du 8 août.
La Chine a tiré 11 missiles dans les eaux entourant Taïwan au cours des exercices de tir réel, dont au moins plusieurs étaient des missiles balistiques Dongfeng, soit le double du nombre tiré en juillet 1995, lors de la troisième crise du détroit de Taïwan. Plusieurs missiles auraient survolé Taïwan. Le Japon a signalé que cinq des missiles ont atterri dans sa zone économique exclusive, au sud-ouest des îles Yaeyama. Selon le ministère japonais de la Défense, c'est la première fois que des missiles balistiques lancés par la Chine atterrissent dans la zone économique exclusive du Japon.
Alors que les exercices de tir réel de l'APL se poursuivaient le 4 août, le groupe aéronaval américain de l'USS Ronald Reagan menait des opérations militaires dans la mer des Philippines, y compris dans les eaux au sud-est de Taïwan. Cependant, les États-Unis ont également annulé le lancement d'essai prévu d'un missile Minuteman III, qui devait avoir lieu la même semaine que le début de la crise, afin d'éviter une nouvelle escalade des tensions avec la Chine.
En réponse aux exercices de la RPC, le 7 août, le gouvernement de la ROC a annoncé qu'il mènerait des exercices d'artillerie à tir réel dans le comté de Pingtung, qui ont servi à la fois de représailles aux récents exercices de tir réel de la RPC autour de Taïwan et de test de préparation au combat. Dans un premier temps, la RPC a semblé conclure ses exercices militaires selon son calendrier publié le 4 août. Au cours d'exercices organisés dans le comté de Lienchiang, des fusées éclairantes tirées par l'armée taïwanaise ont déclenché un incendie. Le 8 août, le Commandement du théâtre oriental de Chine (en) a annoncé qu'il poursuivrait ses exercices, qui comprennent des attaques anti-sous-marines et des opérations de raid en mer, sans annoncer de date de fin. Le 10 août, le Commandement du théâtre oriental a annoncé la fin des exercices militaires après avoir « accompli avec succès diverses tâches et testé efficacement les capacités de combat intégrées des troupes ». Cependant, le Commandement du théâtre oriental a également annoncé qu'il effectuerait des « patrouilles régulières en direction du détroit de Taiwan ». 3 jours plus tard, le 13 août, Taiwan a rapporté que treize avions militaires chinois ont traversé la ligne médiane du détroit de Taiwan et qu'onze avions supplémentaires ont traversé le 14 août,.

## Réactions

### Corée du Nord
L'agence de presse d'État KCNA a rapporté qu'un porte-parole du ministère des Affaires étrangères de la RPDC (en) soutenait la « position juste » de la RPC et que les nord-coréens « dénoncent toute intervention d'une force extérieure à Taïwan ».

### États-Unis
Le 5 août 2022, le secrétaire d'État américain Antony Blinken s'est rendu aux Philippines et a déclaré que les États-Unis chercheraient à désamorcer les tensions dans le détroit de Taiwan afin de maintenir la sécurité de la région et l'ouverture de la voie navigable internationale. Il a dit :

« Ces actions provocatrices constituent une escalade significative. Nous avons vu comment Pékin a tenté de changer le statu quo à Taïwan pendant un certain temps – par exemple, plus que doubler le nombre d'avions survolant la ligne médiane qui sépare la Chine et Taïwan au cours des deux dernières années ; poursuivre la coercition économique, l'ingérence politique, les cyber-attaques contre Taiwan. Maintenant, ils ont poussé les actes dangereux à un nouveau niveau.
Le fait est que la visite du Président a été pacifique. Rien ne justifie cette réponse militaire extrême, disproportionnée et progressive. Permettez-moi de répéter que rien n'a changé dans notre politique d'« une seule Chine », qui est guidée par la loi sur les relations avec Taiwan, les trois communiqués (en) et les six assurances (en). Nous ne voulons pas de changements unilatéraux au statu quo de part et d'autre. Nous ne soutenons pas l'indépendance de Taiwan. Nous nous attendons à ce que les différends inter-détroit soient résolus pacifiquement, et non par la coercition ou la force,. »

Avec l'Australie et le Japon, les États-Unis ont signé le 6 août une déclaration commune condamnant les tirs de missiles dans les zones économiques exclusives japonaises et accusant la Chine de « faire monter la tension et de déstabiliser la région ». Lors d'une réunion avec Blinken le 6 août, le secrétaire philippin aux affaires étrangères Enrique Manalo (en) a déclaré que des patrouilles conjointes américano-philippines dans la mer des Philippines occidentale pourraient avoir lieu sur la base du traité de défense mutuelle,.

### Japon
Lors des exercices de tir réel de l'APL, le ministre japonais de la Défense Nobuo Kishi a déposé une protestation auprès de Pékin, affirmant que certains missiles tirés par la Chine atterrissaient dans sa ZEE, précisant que c'était « la première fois qu'un missile balistique appartenant à l'armée chinoise atterrissait dans les eaux (japonaises) » et que l'incident était « un problème grave qui concerne la sécurité nationale de notre pays et la sécurité de la population »,,.
En outre, le ministre japonais des Affaires étrangères, Yoshimasa Hayashi, a appelé à un « arrêt immédiat » des exercices militaires chinois, déclarant que les actions de la Chine ont « un impact sérieux sur la paix et la stabilité de la région et de la communauté internationale ».

### Russie
Le porte-parole russe Dmitri Peskov a déclaré que la Chine avait le droit souverain de lancer des exercices militaires autour de Taïwan et que la visite de Nancy Pelosi avait provoqué les tensions.

### Taïwan
Des responsables taïwanais ont accusé l'APL de se livrer à une guerre de l'information en revendiquant des exercices militaires près de Penghu.